# مريم الدريسي
مريم الدريسي هي مديرة إنتاج وكاتبة سيناريو مغربية، كتبت السيناريو لعدة أفلام ومسلسلات مغربية. 

## مسيرتها
حاصلة على شهادة الماستر في التواصل، وعملت لسنوات قليلة في مجال التواصل. بعدها سافرت للخارج لدراسة فن السيناريو.
اشتغلت لمدة 14 سنة مديرة إنتاج في شركات الإنتاج والإشهار، كما أنتجت برنامج لالة لعروسة لسنوات.
أول سيناريو كتبته كان لمسلسل عقبة ليك سنة 2010. 

## أعمالها
- 2010: عقبة ليك
- 2012: أمل حياتي[4]
- 2014: ألف ليلة وليلة
- 2012: كلنا جيرانا
- 2017: هوى يا هوى
- 2018: ماكانش على البال
- 2019: قلبي بغاه
- 2019: زواجي محال
- 2019: قصر الباشا
- 2019: دابا تزيان
- 2020: زهر الباتول